# Liste der Museen in Kaufbeuren
Die Liste der Museen in Kaufbeuren gibt einen Überblick über aktuelle und ehemalige Museen in der kreisfreien Stadt Kaufbeuren in Bayern.

## Aktuelle Museen
| Name                                 | Kurzbeschreibung | gegründet/ eröffnet | Träger                                    | Standort           | Bild           | Link |
| ------------------------------------ | --- | ------------------- | ----------------------------------------- | ------------------ | -------------- | ---- |
| Crescentia-Gedenkstätte              | Die Crescentia-Gedenkstätte im Kloster Kaufbeuren informiert über das Leben der heiligen Crescentia, die 1741 bis 1741 Oberin des Klosters war, und über die nach ihrem Tod einsetzende Verehrung.                                                     |                     | Kloster Kaufbeuren                        | Kloster Kaufbeuren | weitere Bilder |      |
| Feuerwehrmuseum Kaufbeuren-Ostallgäu | Das Feuerwehrmuseum Kaufbeuren-Ostallgäu präsentiert auf zwei Etagen die Feuerwehrgeschichte der letzten zwei Jahrhunderte. | 1996/2017           | Feuerwehrmuseum Kaufbeuren-Ostallgäu e.V. | Bleichanger        |                |      |
| Isergebirgs Museum Neugablonz        | Das Isergebirgs Museum im Kaufbeurer Stadtteil Neugablonz dokumentiert das Leben der Heimatvertriebenen aus dem Isergebirge vor und nach ihrer Umsiedlung und ihren Beitrag zum Aufbau der Nachkriegsgesellschaft.                                     | 1976                | Stiftung Isergebirgs-Museum               | Gablonzer Haus     | weitere Bilder |      |
| Stadtmuseum Kaufbeuren               | Das Stadtmuseum Kaufbeuren präsentiert in einem historischen Altstadtgebäude auf vier Etagen eine Dauerausstellung, welche die Geschichte der Reichsstadt Kaufbeuren mit all ihren Verflechtungen in die Wirtschafts- und Sozialgeschichte beleuchtet. | 1879                |                                           | Kaisergäßchen      | weitere Bilder |      |

## Ehemalige Museen
| Name                | Kurzbeschreibung | gegründet/ eröffnet | geschlossen/ aufgelöst | Träger                       | Standort     | Bild | Link |
| ------------------- | --- | ------------------- | ---------------------- | ---------------------------- | ------------ | ---- | ---- |
| Puppentheatermuseum | Das Puppentheatermuseum zeigte Marionetten, Stab- und Schattenfiguren sowie Handpuppen aus Europa und Asien sowie Plakate und Musikapparate. |                     | 2022                   | Puppenspielverein Kaufbeuren | Ludwigstraße |      |      |